# Robert for årets score
Robertprisen for årets score (tidligere Robertprisen for årets musik) er en filmpris, der uddeles ved den årlige Robertfest af Danmarks Film Akademi. Prisen er blevet uddelt siden 1984.

## Prismodtagere

### 1980'erne
- 1984 – Leif Sylvester Petersen for Rocking Silver[1]
- 1985 – Kim Larsen for Midt om natten[1]
- 1986 – Kasper Winding for De flyvende djævle[1]
- 1987 – Anne Linnet for Barndommens gade[1]
- 1989 – Jacob Groth for Guldregn[1]

### 1990'erne
- 1990 – Thomas Koppel for Lykken er en underlig fisk[1]
- 1991 – Fini Høstrup for Springflod[1]
- 1992 – Joachim Holbek for Europa[1]
- 1993 – Joachim Holbek og Billy Cross for Russian Pizza Blues[1]
- 1994 – Anders Koppel og Hans-Henrik Ley for Jungledyret[1]
- 1995 – Joachim Holbek for Riget[1]
- 1996 – Anders Koppel for Menneskedyret[1]
- 1997 – Nikolaj Egelund for De største helte[1]
- 1998 – Nikolaj Egelund og Poul-Kristian for Let's get lost[1]
- 1999 – Joakim Holbek for Lysets hjerte[1]

### 2000'erne
- 2000 – Søren Hyldgaard og Jesper Winge Leisner for Den eneste ene[1]
- 2001 – Björk og Mark Bell for Dancer in the Dark[1]
- 2002 –  Tim Stahl og  John Guldberg for Flyvende farmor[1]
- 2003 – Halfdan E for Okay[1]
- 2004 – Halfdan E for Arven[1]
- 2005 – Bossy Bo for Terkel i knibe[1]
- 2006 – Halfdan E for Drabet[1]
- 2007 – Jeppe Kaas og Mikael Simpson for Rene hjerter[1]
- 2008 – Karsten Fundal for Kunsten at græde i kor[1]
- 2009 – Jacob Groth for To verdener og Jeppe Kaas for Kandidaten[1]

### 2010'erne
- 2010 – Tina Dickow for Oldboys[1]
- 2011 – Thomas Blachman og Kristian Eidnes Andersen for Submarino[1]
- 2012 – Sune Martin for Dirch[1]
- 2013 – Gabriel Yared og Cyrille Aufort for En kongelig affære[1]
- 2014 – Cliff Martinez for Only God Forgives[1]
- 2015 – Tina Dickow og Marie Fisker for En du elsker[1]
- 2016 – Jeppe Kaas for Skammerens datter[1]
- 2017 – Cliff Martinez for The Neon Demon[1]
- 2018 – Jens Ole Wowk McCoy for Underverden[1]
- 2019 – Av Av Av for Brakland[1]